# Uromunna brevicornis
Uromunna brevicornis là một loài chân đều trong họ Munnidae. Loài này được Thomson miêu tả khoa học năm 1946.